# Zeid bin Husajn
Zeid bin Husajn al-Hášimí (arabsky: الأمير زيد بن الحسين‎, 28. února 1898 – 18. října 1970) byl irácký princ z arabské dynastie Hášimovců a od roku 1958 do své smrti byl nárokovatelem (pretendentem) iráckého trůnu.

## Život
Princ Zeid byl jediným synem šafira-emíra Mekky a později hídžazského krále Husajna s jeho třetí ženou Adilou Khanum. Zeid měl dále sestru Saru a nevlastní sestru Fátimu a nevlastní starší bratry Alího (král Hédžazu), Abdalláha I. (král Jordánska) a Fajsala I. (krále Iráku).
Od roku 1916 do roku 1919 byl Zeid velitelem arabské severní armády. V roce 1918 T.E. Lawrence (Lawrence z Arábie) naznačil, že být se Zeid mohl stát králem v mandátní Sýrii. Syrským králem se nakonec nakrátko stal jeho bratr Fajsal I., ale s příchodem francouzské vlády v Sýrii jeho vláda skončila. V roce 1923 se Zeid stal plukovníkem irácké kavalerie.
Ve třicátých letech byl za vlády bratra Fajsala I. a synovce Gházího I. iráckým velvyslancem v Berlíně a Ankaře. V padesátých letech byl za vlády prasynovce Fajsala II. iráckým velvyslancem v Londýně. Zde se také stal hlavou irácké větve Hášimovců a pretendentem trůnu poté co byli 14. července 1958 při státním převratu zavražděni bezdětný král Fajsal II. i korunní princ Abd'alláh (syn Zeidova nejstaršího bratra Alího) a vyhlášena republika.
Po převratu zůstal Zeid s rodinou v Londýně. Princ Zeid zemřel v Paříži 18. října 1970. Pohřben je v královském mausoleu v Ammánu. Po jeho smrti se pretendentem trůnu stal jeho jediný syn Raad.

## Rodina
V roce 1933 si v Aténách vzal za ženu Fahrelnissu Zeid. Pár spolu měl jediného syna:
- Princ Ra'ad bin Zeid – (*18. února 1936)